# Sulcia armata
Sulcia armata là một loài nhện trong họ Leptonetidae.
Loài này thuộc chi Sulcia. Sulcia armata được J. Kratochvíl miêu tả năm 1978.